# Predmier
Predmier est un village de Slovaquie situé dans la région de Žilina.

## Histoire
Première mention écrite du village en 1193.

## Démographie

### Évolution de la population
| Année:               | 1994. | 2004.   | 2014.   | 2024.   |
| -------------------- | ----- | ------- | ------- | ------- |
| Nombre de personnes: | 1335  | 1350    | 1364    | 1363    |
| Différence:          |       | +1,12 % | +1,03 % | -0,07 % |

| Année:               | 2023. | 2024.   |
| -------------------- | ----- | ------- |
| Nombre de personnes: | 1359  | 1363    |
| Différence:          |       | +0,29 % |